# 陈仲强
陈仲强（1958年—），汉族，中华人民共和国政治人物、第十一届全国政协委员。
加入中国致公党，担任致公党中央委员、北京大学第三医院院长。2008年，当选第十一届全国政协委员，代表中国致公党，分入第十一组。并担任教科文卫体委员会专委。2018年1月，当选第十三届全国政协委员。